# Wenchang
Pour les articles homonymes, voir Wenchang (homonymie).
Wenchang (chinois : 文昌市 ; pinyin : wénchāng shì) est une ville-district de la province chinoise de l'île de Hainan. Elle est directement administrée par la province.

## Démographie
La population du district était de 529 948 habitants en 1999.

## Patrimoine
Le phare de Mulantou est le cinquième plus grand phare du monde.

## Base de lancement de Wenchang

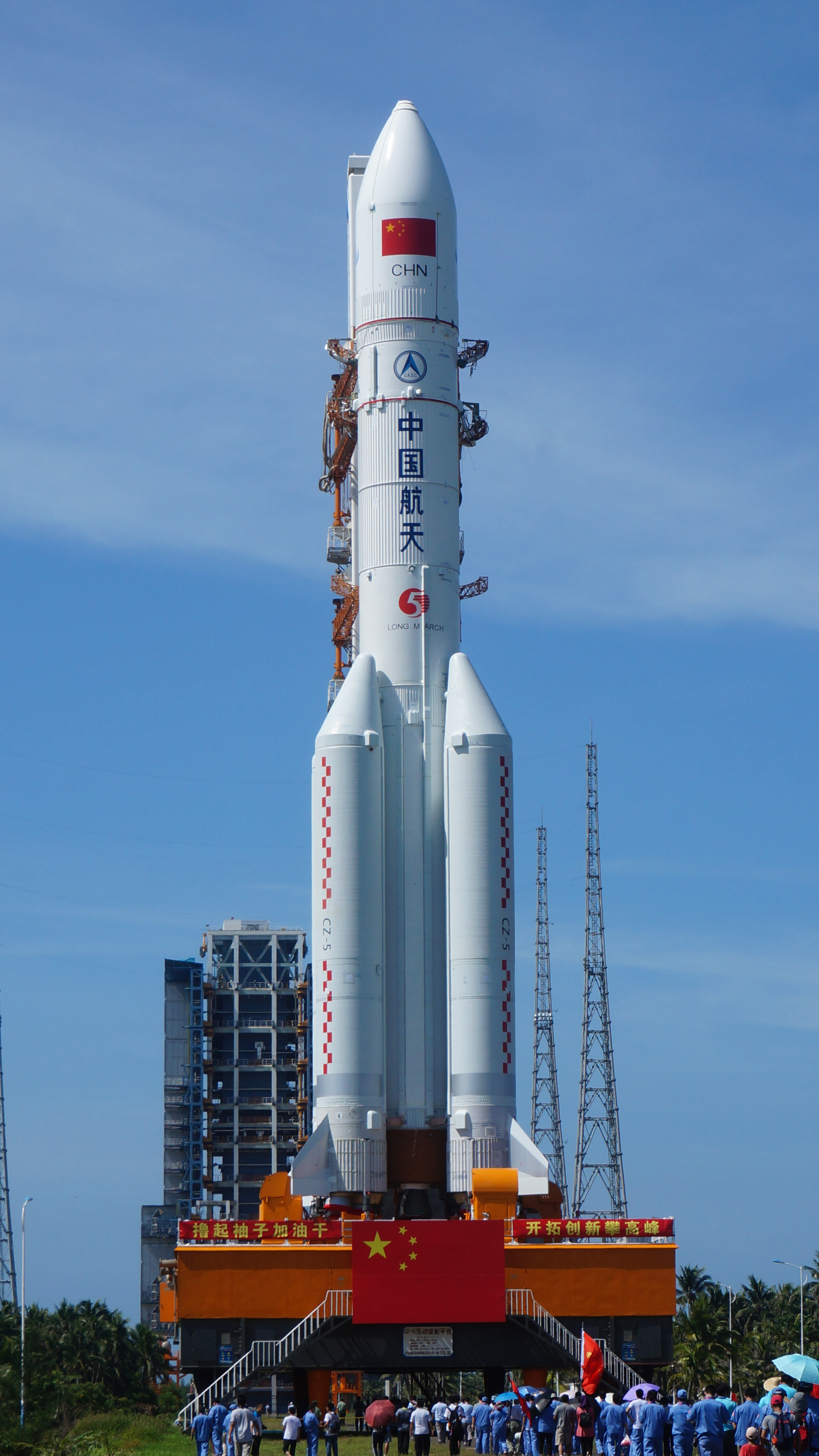
Fusée sur le pas de tir

Une base de lancement de fusées installée dans le district dans la presqu'ile de Longlou, à environ 20 km au nord-est du centre de l'agglomération, est devenue opérationnelle en 2014. Les premiers lancements sont effectués en 2016. Pour accueillir la nouvelle génération de lanceurs (Longue Marche 5 et 7) la construction d'une quatrième base de lancement chinoise a été décidée en mars 2007. Le site a été retenu parce que, contrairement aux sites des bases de lancement existantes, il se situe en bord de mer et à une latitude plus proche de l'équateur qui accroît la capacité des lanceurs visant l'orbite géostationnaire. Sa situation à proximité immédiate d'un port facilite également le transport des fusées au diamètre incompatibles avec le gabarit ferroviaire. La base de lancement de Wenchang devrait à terme devenir la principale base de lancement chinoise.

## Transports
La ville est desservie, à la gare de Wenchang (zh) par la LGV périphérique Est de Hainan, la reliant à Sanya au Sud et Haikou à l'Ouest, ainsi que l'aéroport international de Haikou-Meilan à la gare de Meilan (zh).
Elle est également reliée à Haikou par l'autoroute Haikou-Wenchang, (chinois : 海文高速公路)
Le port de Qinglan (chinois : 清澜港) permet de rejoindre la ville par voie maritime.

## Galerie

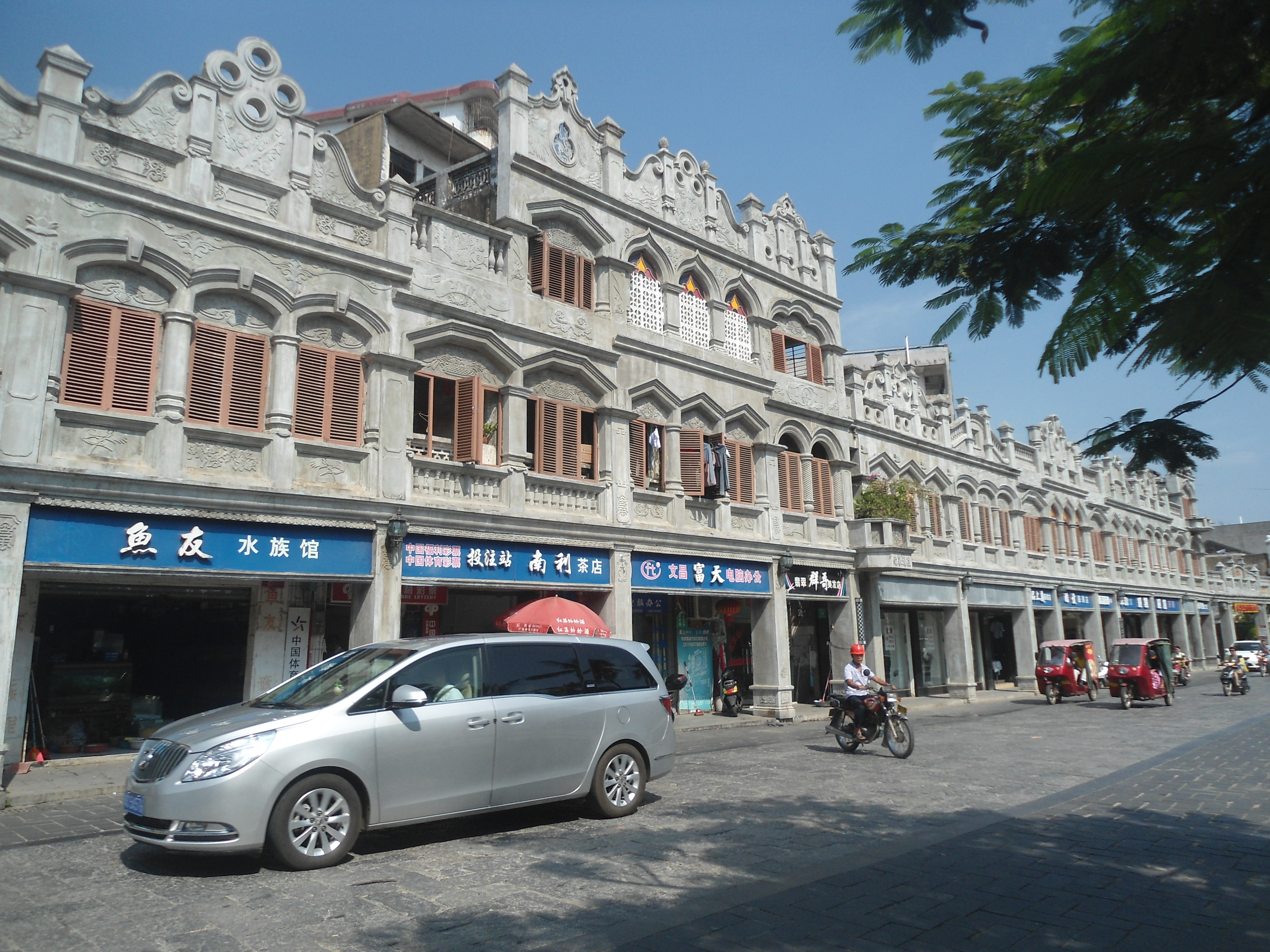
Anciens quartiers de la ville
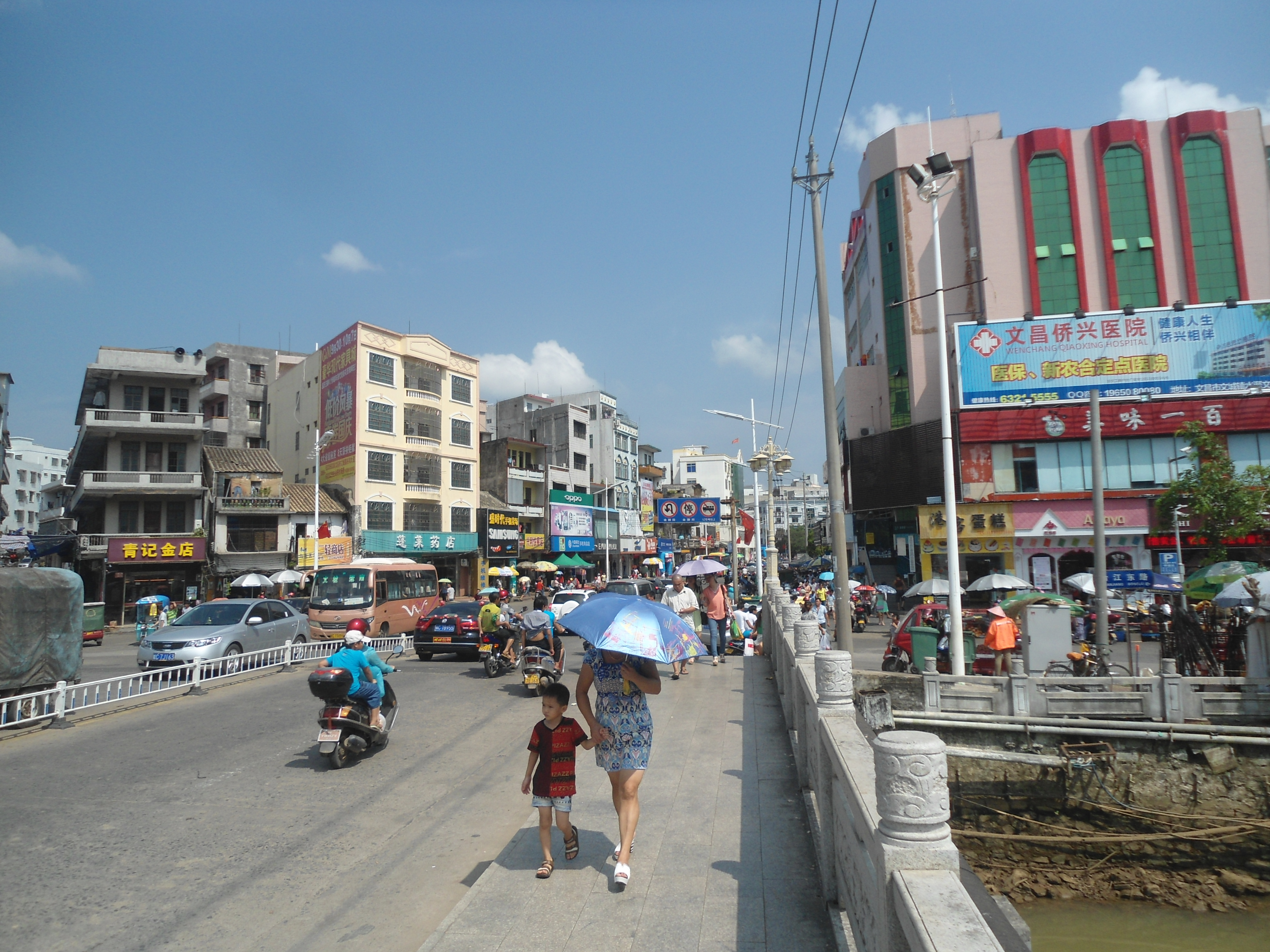
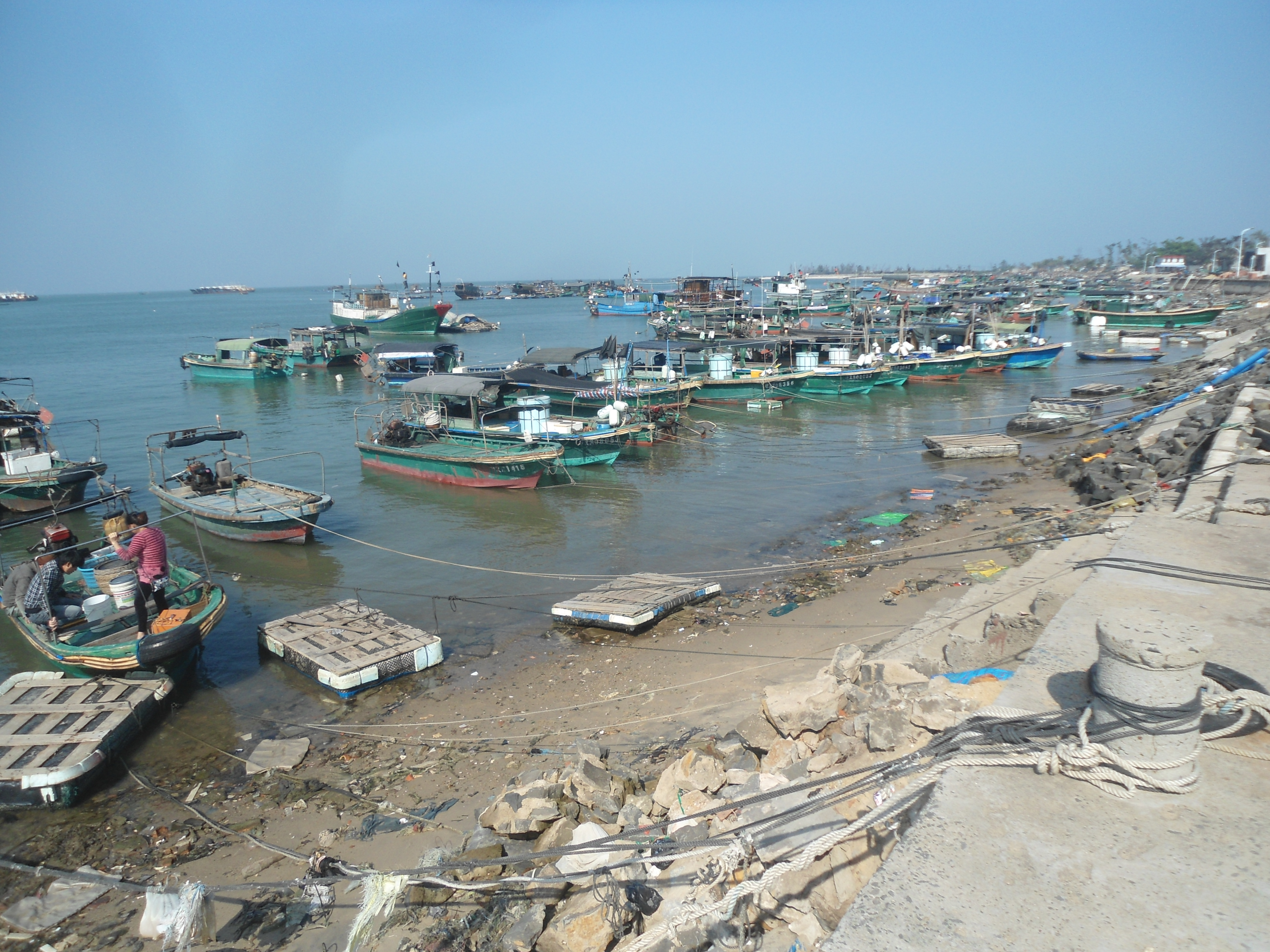
Port de Puqian
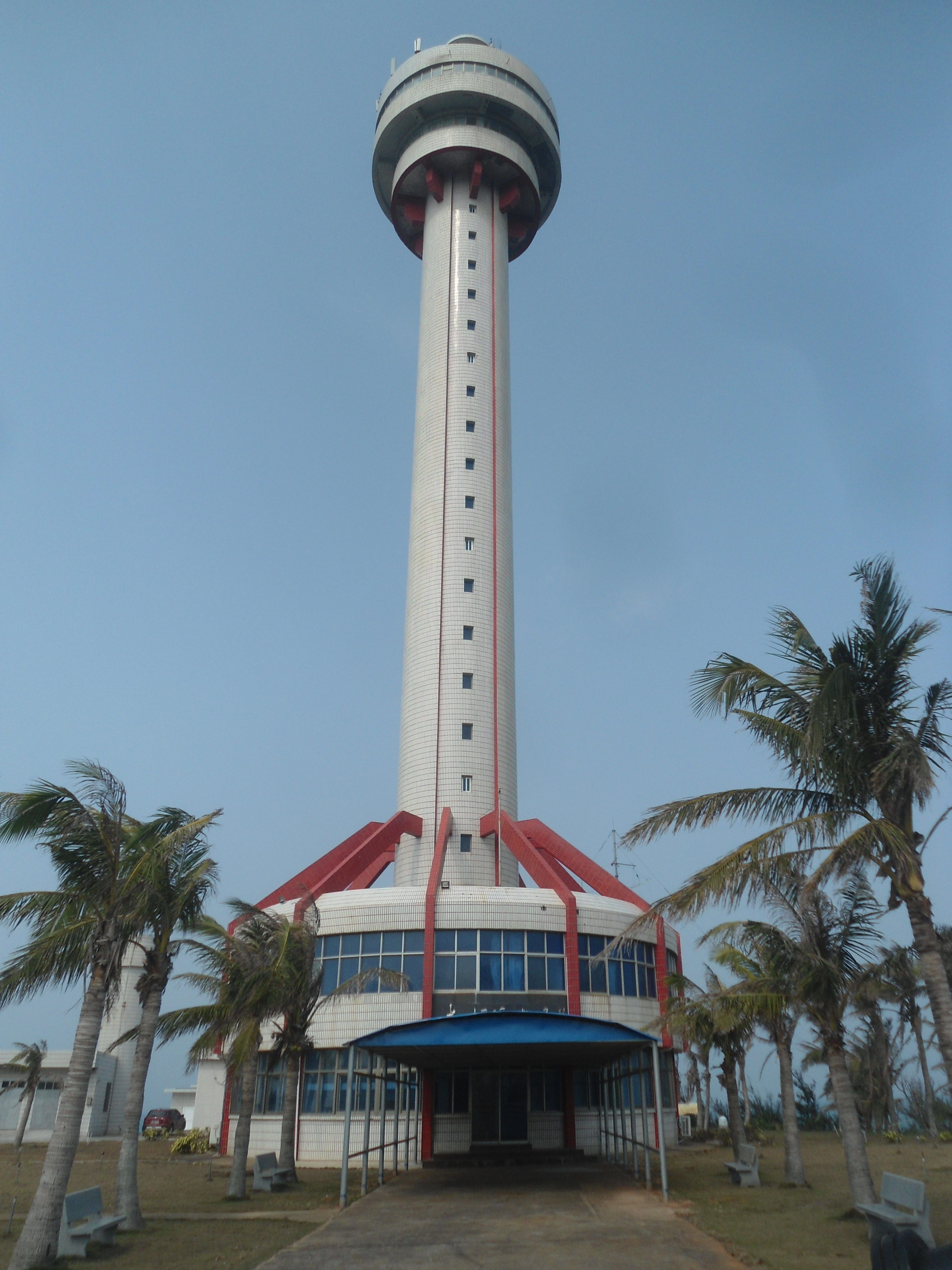
Phare de Mulantou
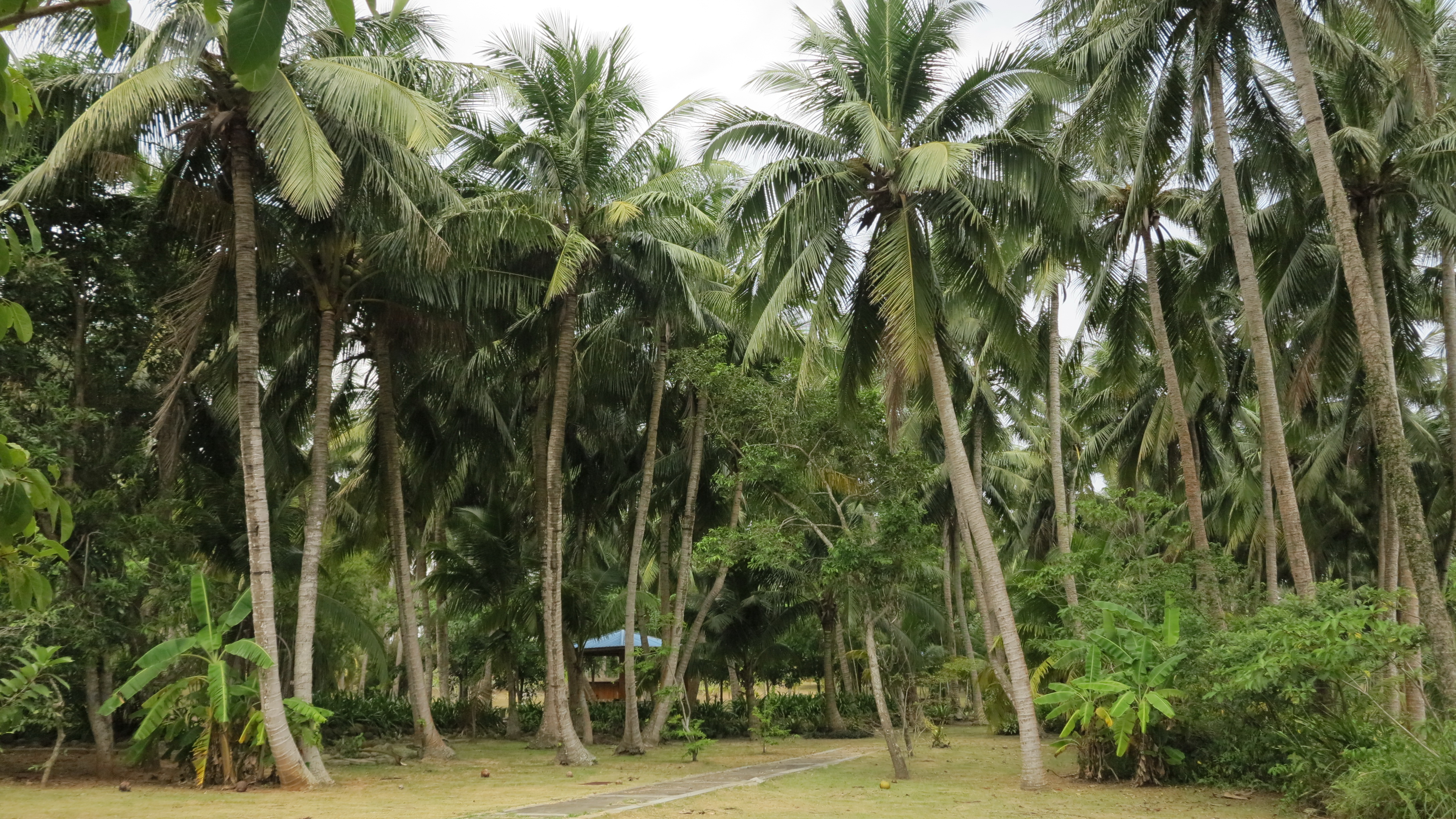
Parc des cocotiers
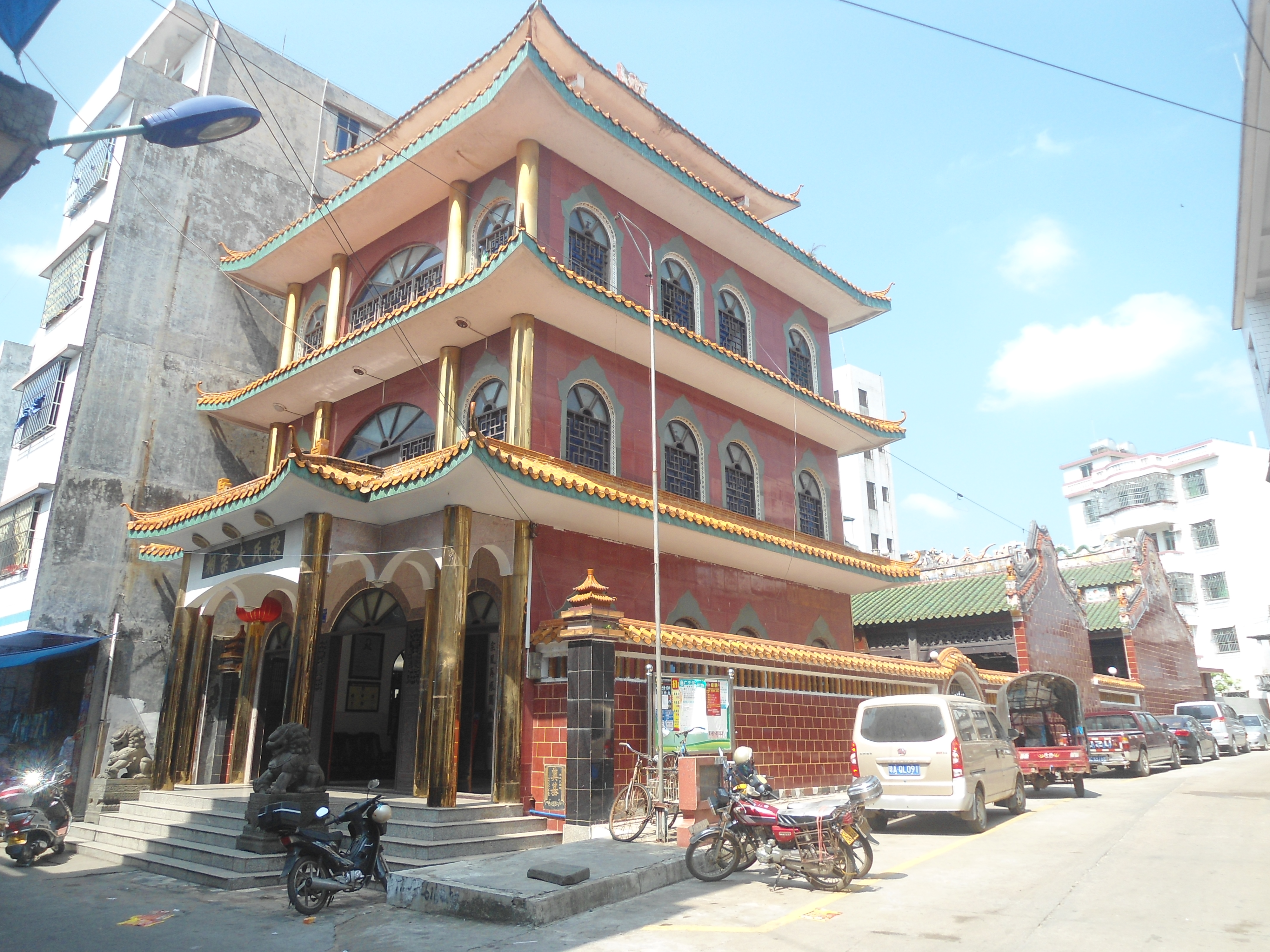
Demeure de la famille Cheng

## Honneur
L'astéroïde (216343) Wenchang porte son nom.